# Ethete (Wyoming)
Ethete es un lugar designado por el censo ubicado en el condado de Fremont en el estado estadounidense de Wyoming. En el año 2010 tenía una población de 1.553 habitantes y una densidad poblacional de 18.51 personas por km².

## Geografía
Ethete se encuentra ubicado en las coordenadas 43°0′3.04″N 108°43′23.45″O / 43.0008444, -108.7231806. Según la Oficina del Censo, la localidad tiene un área total de 83,9 km² (32,4 mi²), de la cual 83,9 km² (32,4 mi²) es tierra y 0 km² (0 mi²) (0.0%) es agua.

### Localidades adyacentes
El siguiente diagrama muestra a las localidades en un radio de 60 kilómetros (37,3 mi) de Ethete.

## Demografía
En el 2000 la renta per cápita promedia del hogar era de $24.130, y el ingreso promedio para una familia era de $24.762. El ingreso per cápita para la localidad era de $7.129. En 2000 los hombres tenían un ingreso per cápita de $22.410 contra $25.179 para las mujeres. Alrededor del 33.90% de la población estaba bajo el umbral de pobreza nacional.